# الصليب الأحمر الياباني
جمعية الصليب الأحمر الياباني (باليابانية: 日本赤十字社) ، هي جمعية إنسانية طبية، أسست مبكراً عام 1877م، وكانت جمعية الصليب الأحمر الياباني في الحرب الصينية اليابانية الثانية ولها دوراً فاعلا لدعم اليابانيين في جنوب شرق الصين، وبعد الحرب العالمية الثانية قاموا المستشارين الأمريكيين بدعم دور الصليب الأحمر الياباني وأعطيت القانون لجمعية الصليب الأحمر اليابانية بتاريخ 14 أغسطس سنة 1952م ويعاملوها كمنظمة غير ربحية.

## وصلات خارجية
- Official website of Japanese Red Cross Society (بالإنجليزية)